# Antoni Vives (compositor)
Antoni Vives fou un compositor i director català (segles XIX-XX). Fundà i dirigí la Sociedad Coral Castalia, de Manresa (Barcelona).
El 1860 compongué un himne dedicat a la presa de Tetuán (Marroc). Fou el primer director del Cor de Sant Josep de Manresa que es fundà el 1877. Es conserven obres seves en copia manuscrita a l'Arxiu Històric de la Ciutat de Manresa i a l'arxiu de la Societat Coral La Unió Manresana.

## Obres
- La pescadora del Cardoner

### Cançons de Nadal
- Noche festiva
- Vamos, vamos pastorcillos
- Pastores i pastores correm a Belem